# Göran Karlsson
Göran Karlsson es un deportista sueco que compitió en bádminton. Ganó una medalla de bronce en el Campeonato Europeo de Bádminton de 1984, en la prueba individual.

## Palmarés internacional
| Campeonato Europeo | Campeonato Europeo    | Campeonato Europeo | Campeonato Europeo |
| Año                | Lugar                 | Medalla            | Prueba             |
| ------------------ | --------------------- | ------------------ | ------------------ |
| 1984               | Preston (Reino Unido) | Medalla de bronce  | Individual         |